# Friedrich Fink (Musiker)
Friedrich Fink (* 1841 in Dettingen am Albuch; † 19. Dezember 1896 in Stuttgart) war ein deutscher Musiker und Komponist.

## Leben
Friedrich Fink war der Sohn eines Schulmeisters und der jüngere Bruder von Christian Fink. Er erhielt seine Ausbildung in Stuttgart und arbeitete dann als Musiklehrer am Nürtinger Lehrerseminar. Am Stuttgarter Konservatorium wurde er von Immanuel Faißt und von Wilhelm Speidel ausgebildet; später lehrte er selbst dort. Edgar Stillman Kelley gehörte in Stuttgart zu seinen Studenten. 1873 wurde er Organist und Musikdirektor der Stuttgarter Synagoge in der Hospitalstraße 36. Anlässlich des 25-jährigen Jubiläums des Synagogenbaus spielte er in einem Festgottesdienst eine Fantasie auf der Weigle-Orgel. Fink hinterließ mehrere Orgelwerke.
1877 wurde er in der Freimaurerloge Zu den 3 Cedern in Stuttgart zum Freimaurer aufgenommen.
Posthum erschien von ihm 1909 ein Werk mit dem Titel Die elektrische Orgeltraktur. Ein freies Wort über moderne Orgelbaufragen an Orgelbaumeister, Organisten und Freunde des Orgelspiels bei A. Auer.